# Боркі-Піхельські
Боркі-Піхельські (пол. Borki Pichelskie) — село в Польщі, у гміні Сокольники Верушовського повіту Лодзинського воєводства.
У 1975-1998 роках село належало до Каліського воєводства.